# 河上幸恵
河上 幸恵（かわかみ ゆきえ、1967年10月26日 - ）は 、日本のラジオパーソナリティ、ボーカリスト。元アイドル歌手・女優。兵庫県神戸市出身。堀越高等学校卒業。身長：160cm（1984年1月、15歳時）、162cm、血液型：B型。株式会社MatchWith5Cに所属。

## 来歴・人物
芦屋市で生まれ神戸市で育つ。弟がいる。幼いころから歌手を志望し、1981年、弱冠13歳の時に母親が応募した『スター誕生!』の決戦大会にて『いい日旅立ち』を歌い、第36代チャンピオンに選ばれ、ホリプロと日本コロムビアが獲得。その他レコード会社CBS・ソニー、ポリドールからもスカウトされる。神戸市立友が丘中学校卒業後、上京。1983年に日本コロムビアから「ブルー・エトランゼ」でアイドル歌手としてデビュー。歌唱力の高さで注目を集めた。
同期に森尾由美、松本明子、桑田靖子、吹田明日香、松尾久美子らがいる。
1984年にテクノブームに便乗して、3rdシングル「DO-KI ♥ DO-KI」をリリース。HP-25という名前（後にツトムと改称）の卵型ロボットとのデュエットが話題となった。計5枚のシングルを出し、いくつかのテレビドラマやバラエティー番組などに出演して活躍したが、1987年に芸能界から引退した。
事務所に衣装代や寮費などを天引きされ、赤字生活だったアイドル時代の話では「ちゃんとお金（経費）を払ってるんだもの」とTVで思わずボヤきながら話してしまった事もあったが、共演していた事務所およびレコード会社の先輩・榊原郁恵のフォローで事態が収束したことがあった。また、当時は演技やバラエティーは苦手だったと雑誌のインタビューで語った。
2019年より神戸のライブハウスを中心にライブ活動を開始。同年4月スタートの『河上幸恵のモーニングコール』（ラジオ関西）でパーソナリティを務める。6月15日、初めての単独ライブを開催。

## ディスコグラフィ

### シングル
- 全て日本コロムビアからリリース。

| # | 発売日         | A/B面 | タイトル           | 作詞     | 作曲       | 編曲     | 規格品番 |
| - | -------------- | ----- | ------------------ | -------- | ---------- | -------- | -------- |
| 1 | 1983年 7月21日 | A面   | ブルー・エトランゼ | 三浦徳子 | 高生鷹     | 若草恵   | AH-353   |
| 1 | 1983年 7月21日 | B面   | リボンをほどいて   | 三浦徳子 | 小田裕一郎 | 大谷和夫 | AH-353   |
| 2 | 1984年 2月21日 | A面   | 春にめざめて       | 三浦徳子 | 馬飼野康二 | 入江純   | AH-424   |
| 2 | 1984年 2月21日 | B面   | 水で描かれた物語   | 三浦徳子 | 玉置浩二   | 入江純   | AH-424   |
| 3 | 1984年 7月21日 | A面   | DO-KI♥DO-KI        | 岩里祐穂 | 岩里未央   | 戸田誠司 | AH-491   |
| 3 | 1984年 7月21日 | B面   | カオスの星屑       | 尾関昌也 | 尾関裕司   | 戸田誠司 | AH-491   |
| 4 | 1984年 12月1日 | A面   | ハートのねじ       | 秋元康   | 水谷公生   | 鷺巣詩郎 | AH-526   |
| 4 | 1984年 12月1日 | B面   | ピカソのキッス     | 岩里祐穂 | 岩里未央   | 鷺巣詩郎 | AH-526   |
| 5 | 1985年 5月21日 | A面   | 心の中のルビー     | 三浦徳子 | 玉置浩二   | 瀬尾一三 | AH-591   |
| 5 | 1985年 5月21日 | B面   | 卒業してから       | 秋元康   | 国安わたる | 瀬尾一三 | AH-591   |

- HP-25 の名称は、ホリプロ創立25周年にちなんだもの。制作費は5000万円と発表された。
- HP-25は解体されて既に存在しない事がTBSラジオ『伊集院光 日曜日の秘密基地』の「秘密キッチの穴」のコーナーで放送され判明した。ちなみに同番組のパーソナリティーである伊集院光が見たものはレプリカだったという事も、番組内の調査で分かった[10]。

### 配信シングル
- 瞳閉じれば/If I close my eyes（2024年5月15日）

### アルバム
- アイドル・ミラクルバイブルシリーズ 河上幸恵&若林加奈（2005年12月21日／COCP-33452）
  - 河上と当時同レーベルに所属していた若林加奈との全シングル曲収録のベスト盤
- Soothing（2020年4月8日／BSMW-2001）
  - オリジナル曲とカバー曲を収録した歌手活動復帰作

### タイアップ曲
| 年     | 楽曲         | タイアップ                             |
| ------ | ------------ | -------------------------------------- |
| 1984年 | ハートのねじ | ライオン「透明ハミガキ・レオ」CMソング |

## 出演

### ラジオ
- 河上幸恵のモーニングコール（2019年4月2日 - 2022年3月31日、ラジオ関西）[6]
- 河上幸恵のゆる～くふわっと魔法の時間（2022年4月1日 - 2025年3月27日、ラジオ関西）[11]
- 河上幸恵の宇宙の法則（2025年4月20日 - 、ラジオ関西）

### テレビドラマ
- ヤヌスの鏡（1985年 - 1986年、CX、大映テレビ） - 西川ルイ 役
- 月曜ドラマランド「結婚ゲーム2」（1986年、CX）
- ドラマ女の手記「涙の伴走・お姉ちゃんもう走れない」（1987年、TX）

### テレビその他
- ひょうきん予備校（フジテレビ）[3]
  - 他

## CM
- ライオン　透明はみがき 「レオ」
- 千寿製薬　目薬　ビドークール